# Cầu thủ xuất sắc nhất Nam Mỹ
Cầu thủ xuất sắc nhất Nam Mỹ là danh hiệu (giải thưởng) hàng năm được trao tặng cho cầu thủ bóng đá Nam Mỹ xuất sắc nhất chơi cho một câu lạc bộ của Nam Mỹ . Danh hiệu này được bắt đầu trao từ năm 1971. Từ 1971 đến 1985, giải thưởng do báo El Mundo (Venezuela) tổ chức. Từ năm 1986, báo El Pais (Uruguay) với danh hiệu Rey del Fútbol de América (Ông vua bóng đá châu Mỹ) được coi là giải thưởng chính thức. (Danh hiệu do báo El Mundo trao tặng còn kéo dài tới năm 1992).

## Cầu thủ nhận giải
| Năm  | Cầu thủ               | Câu lạc bộ         |
| ---- | --------------------- | ------------------ |
| 1971 | Tostão                | Cruzeiro           |
| 1972 | Teófilo Cubillas      | Alianza Lima       |
| 1973 | Pelé                  | Santos FC          |
| 1974 | Elías Figueroa        | Internacional      |
| 1975 | Elías Figueroa        | Internacional      |
| 1976 | Elías Figueroa        | Internacional      |
| 1977 | Zico                  | Flamengo           |
| 1978 | Mario Kempes          | Valencia CF        |
| 1979 | Diego Maradona        | Argentinos Juniors |
| 1980 | Diego Maradona        | Argentinos Juniors |
| 1981 | Zico                  | Flamengo           |
| 1982 | Zico                  | Flamengo           |
| 1983 | Sócrates              | Corinthians        |
| 1984 | Enzo Francescoli      | River Plate        |
| 1985 | Romerito              | Fluminense         |
| 1986 | Antonio Alzamendi     | River Plate        |
| 1987 | Carlos Valderrama     | Deportivo Cali     |
| 1988 | Rubén Paz             | Racing Club        |
| 1989 | Bebeto                | Vasco da Gama      |
| 1990 | Raúl Vicente Amarilla | Olimpia            |
| 1991 | Oscar Ruggeri         | Vélez Sarsfield    |
| 1992 | Raí                   | São Paulo FC       |
| 1993 | Carlos Valderrama     | Atlético Junior    |
| 1994 | Cafú                  | São Paulo FC       |
| 1995 | Enzo Francescoli      | River Plate        |
| 1996 | José Luis Chilavert   | Vélez Sarsfield    |
| 1997 | Marcelo Salas         | River Plate        |
| 1998 | Martín Palermo        | Boca Juniors       |
| 1999 | Javier Saviola        | River Plate        |
| 2000 | Romário               | Vasco da Gama      |
| 2001 | Juan Román Riquelme   | Boca Juniors       |
| 2002 | José Cardozo          | Club Toluca        |
| 2003 | Carlos Tévez          | Boca Juniors       |
| 2004 | Carlos Tévez          | Boca Juniors       |
| 2005 | Carlos Tévez          | Corinthians        |
| 2006 | Matías Fernández      | Colo-Colo          |
| 2007 | Salvador Cabañas      | América            |
| 2008 | Juan Sebastián Verón  | Estudiantes LP     |
| 2009 | Juan Sebastián Verón  | Estudiantes LP     |
| 2010 | Andrés D'Alessandro   | Internacional      |
| 2011 | Neymar                | Santos             |
| 2012 | Neymar                | Santos             |
| 2013 | Ronaldinho            | Atlético Mineiro   |
| 2014 | Teófilo Gutiérrez     | River Plate        |
| 2015 | Carlos Andrés Sánchez | River Plate        |
| 2016 | Miguel Borja          | Atlético Nacional  |
| 2017 | Luan                  | Grêmio             |
| 2018 | Pity Martínez         | River Plate        |
| 2019 | Gabriel Barbosa       | Flamengo           |
| 2020 | Marinho               | Santos             |
| 2021 | Julián Álvarez        | River Plate        |
| 2022 | Pedro                 | Flamengo           |

## Thống kê

### Theo quốc gia
| Quốc gia  | Số giải |
| --------- | ------- |
| Brasil    | 17      |
| Argentina | 14      |
| Chile     | 5       |
| Paraguay  | 5       |
| Uruguay   | 4       |
| Colombia  | 3       |
| Perú      | 1       |

### Theo câu lạc bộ
Danh sách các câu lạc bộ có hơn 1 danh hiệu.
| Câu lạc bộ         | Số giải |
| ------------------ | ------- |
| River Plate        | 7       |
| Boca Juniors       | 4       |
| Vélez Sarsfield    | 2       |
| Estudiantes LP     | 2       |
| Flamengo           | 5       |
| Internacional      | 3       |
| Argentinos Juniors | 2       |
| Corinthians        | 2       |
| São Paulo FC       | 2       |
| Santos             | 3       |
| Vasco da Gama      | 2       |
| Internacional      | 1       |
| Atlético Mineiro   | 1       |

### Theo cá nhân
Danh sách các cầu thủ nhận được hơn 1 danh hiệu.
| Cầu thủ              | Số giải |
| -------------------- | ------- |
| Carlos Tévez         | 3       |
| Zico                 | 3       |
| Elías Figueroa       | 3       |
| Diego Maradona       | 2       |
| Juan Sebastián Verón | 2       |
| Neymar               | 2       |
| Carlos Valderrama    | 2       |
| Enzo Francescoli     | 2       |
| Andrés D'Alessandro  | 1       |
| Ronaldinho           | 1       |
| Teófilo Gutiérrez    | 1       |